# Hallee Hirsh
Hallee Hirsh (16 de Dezembro de 1987 em Omaha, Nebraska) é um atriz americana. Ficou famosa por interpretar a personagem Daley Marin na série Resgate Vôo 29 da Discovery Kids.

## Filmografia

### Filmes
- Mensagem para você
- Um Amor Verdadeiro
- Finais Felizes
- The Ultimate Christmas Present
- Em Busca de Vingança
- O Protetor
- Defendendo Nossa Cidade
- O Silêncio de Melinda
- Coração Selvagem
- Lolita
- Bad Behaviour

### Televisão
- 90210
- Lei e Ordem
- A Juíza
- Malcolm
- Will e Grace
- A Sete Palmos
- O Guardião
- A Embaixada Americana
- Estética
- Leis Familiares
- Anatomia de Grey
- Desaparecidos
- Justiça sem Limites
- Arquivo Morto
- Plantão Médico
- JAG
- Resgate Vôo 29

### Teatro
- Loving

### Awards
- Juventude em Filme
- Melhor Atriz